# Блохин, Семён Васильевич
Семён Васильевич Блохин (2 августа 1899, с. Карлужское, Ардатовский уезд (Симбирская губерния) — 28 марта 1956, Москва) — советский военачальник, военный разведчик, полковник (1939).

## Биография
В 1909 году окончил церковно-приходское училище.
В декабре 1917 года вступил в Красную Гвардию. В августе 1918 года был мобилизован в РККА. Член ВКП(б) с 1919 года.
Участник Гражданской войны: на Закаспийском фронте (1918—1919), на Ферганском фронте (1920), на ликвидации басмачества в Бухаре (1922—1923). В августе 1918 года — ноябре 1926 года служил в следующих должностях: начальник связи полка, бригады, крепости Кушка, Бухарского боевого участка, помощника командира отдельной роты связи, командира взвода связи.
В 1929 году окончил 3-годичные Среднеазиатские курсы востоковедения (владел английским, уйгурским и узбекским языками). С июля 1929 года по апрель 1932 года состоял в распоряжении 7-го (позднее — 4-го) отдела штаба Среднеазиатского военного округа. В 1932 году окончил специальное отделение Курсов усовершенствования по разведке при IV управления Штаба РККА. В апреле 1932 года — октябре 1934 года — начальник пограничного разведывательного пункта, помощник начальника отдела, начальник сектора 4-го отдела штаба Среднеазиатского военного округа, состоявшего в распоряжении IV управлении Штаба РККА. С 1934 года — на Специальном факультете Военной академии РККА имени М. В. Фрунзе. По ходатайству начальника Разведывательного управления РККА С. П. Урицкого был досрочно в 1936 году был выпущен из Военной академии имени М. В. Фрунзе для использования на специальной работе и находился в октябре 1936 — августе 1938 года в распоряжении Разведупра. В августе 1938 года — марте 1939 года — заместитель начальника 5-го отдела Разведупра. С марта 1939 года — начальник Разведотдела штаба Белорусского (Западного) особого военного округа.
Участник Великой Отечественной войны с 22 июня по 1 августа 1941 года на Западном фронте, с декабря 1941 года по ноябрь 1942 года на Сталинградском и Донском фронтах, с февраля 1945 года на 1-м Белорусском фронте.
Войну встретил в должности начальника Разведотдела штаба Западного фронта. С октября 1941 года — начальник кафедры разведки Высшей специальной школы Генерального Штаба РККА. С декабря 1941 года — заместитель командира 308-й стрелковой дивизии на Сталинградском и Донском фронтах, с января 1943 года — руководитель Цикла оперативно-тактической подготовки Высших разведывательных Курсов усовершенствования офицерского состава Красной Армии при Высшей специальной школе Генштаба. С февраля 1945 года и до конца Войны — заместитель командира 9-го Брандербургского стрелкового Краснознаменного корпуса по строевой части 1-го Белорусского фронта.
После Войны — на преподавательской работе.
В отставке с августа 1950 года.

## Награды
- Орден Ленина (1945);
- Три ордена Красного Знамени (1944, 1945);
- Орден Отечественной войны I степени (1944);
- Орден Красной Звезды (1941);
- медали.